# کوه سینابونگ
کوه سینابونگ (اندونزیایی: Gunung Sinabung) آتشفشانی چینه‌ای در استان سوماترای شمالی اندونزی است.

## زمین‌شناسی

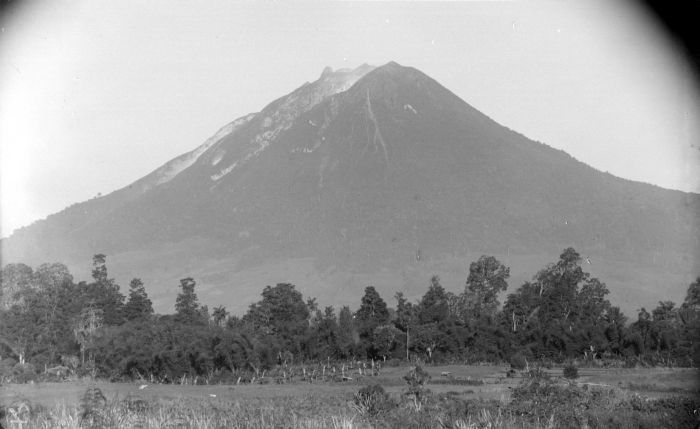
کوه سینابونگ

بیشتر پدیده‌های آتشفشانی اندونزی مربوط به کمان سوندا، بر اثر فرورانش صفحه هند - استرالیا به زیر صفحهٔ اراسیا شکل گرفته‌اند. این کمان از شمال و شمال غرب به جزایر آندامان، که رشته‌ای از آتشفشان‌های بازالتی است، و از شرق به کمان باندا که آن هم ناشی از فرورانش است منتهی می‌شود.
کوه سینابونگ یک آتشفشان چینه‌ای آندزیتی - داسیتی است. این کوه در کل چهار دهانهٔ آتشفشانی دارد که هم‌اکنون تنها یکی از آن‌ها فعال است

## فوران

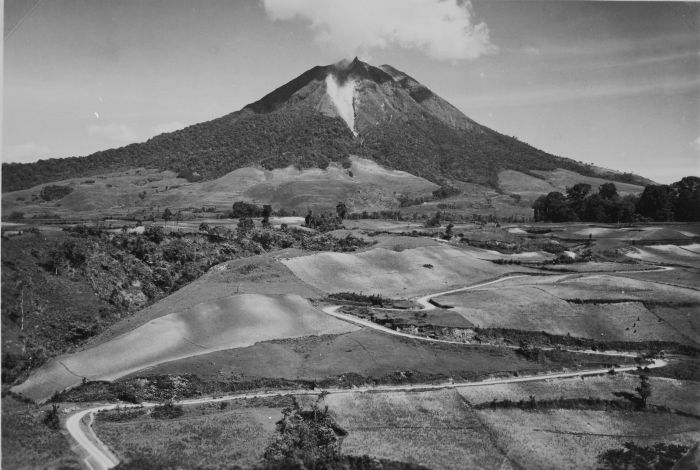
آتشفشان سینابونگ

در سال ۲۰۱۰ این آتشفشان فوران کرد. در سپتامبر و نوامبر ۲۰۱۳، در ژانوایه، فوریه و اکتبر ۲۰۱۴ نیز فوران کرد. باید گفت که در چندین رویداد از سال ۲۰۱۴ تاکنون حداقل جان ۲۳ نفر را گرفته است.

## بوم‌شناسی
یک اکوسیستم بسته به تعداد فوران‌ها، همچنین مقیاس و شدت فوران‌ها به طرق مختلف به آتشفشان‌ها پاسخ می‌دهد.